# Prvenstvo Hrvatske u hokeju na ledu 2001./02.
Prvenstvo Hrvatske u hokeju na ledu za sezonu 2001./02. je šesti put zaredom osvojio Medveščak iz Zagreba.

## Sudionici
- INA, Sisak
- Medveščak, Zagreb
- Mladost, Zagreb
- Zagreb, Zagreb

## Ljestvica i rezultati

### Ligaški dio
| mj | klub      | ut | pob | ner | por | gol+ | gol- | bod |
| -- | --------- | -- | --- | --- | --- | ---- | ---- | --- |
| 1. | Medveščak | 12 | 10  | 0   | 2   | 206  | 46   | 20  |
| 2. | Zagreb    | 12 | 10  | 0   | 2   | 146  | 28   | 20  |
| 3. | Mladost   | 12 | 3   | 0   | 9   | 38   | 142  | 6   |
| 4. | INA Sisak | 12 | 1   | 0   | 11  | 42   | 216  | 2   |

### Doigravanje
| klub1                      | serija        | klub2         | rezultati                      |
| poluzavršnica              | poluzavršnica | poluzavršnica | poluzavršnica                  |
| -------------------------- | ------------- | ------------- | ------------------------------ |
| Medveščak                  | 2-0           | INA Sisak     | 32:3*, 20:1                    |
| Zagreb                     | 2-0           | Mladost       | 7:3*, 18:1                     |
|                            |               |               |                                |
| za treće mjesto            |               |               |                                |
| Mladost                    | 3-0           | INA Sisak     | 6:4*, 6:3, 4:2*                |
|                            |               |               |                                |
| za prvaka                  |               |               |                                |
| Medveščak                  | 3-2           | Zagreb        | 9:4*, 1:5, 6:5*, 3:4 OTp, 4:1* |
|                            |               |               |                                |
| * domaća utakmica za klub1 |               |               |                                |

## Hrvatski klubovi u međunarodnim natjecanjima
- Continental Cup
  - Medveščak, Zagreb
  - Zagreb, Zagreb
- Interliga
  - Medveščak, Zagreb

## Poveznice i izvori
- passionhockey.com, Prvenstvo Hrvatske u hokeju na ledu 2001./02.